# Un animal doué de déraison
Pour plus de détails, voir Fiche technique et Distribution.
Un animal doué de déraison (A Nudez de Alexandra) est un film franco-brésilien réalisé par Pierre Kast, sorti en 1976.

## Fiche technique
- Scénario : Pierre Kast.
- Images : Dib Lufti (couleur et Nnoir et blanc).
- Musique : Sérgio Ricardo.
- Son : Georges Prat et Ismaël Cordeiro.
- Décors : Francesco Atlan.
- Costumes : Mara Claves.
- Script : Fernanda Borges.
- Assistant réalisateur : Chantal Nicole.
- Production : Pierre Neurisse, Dovidis, Paris-Cannes Productions, Box-Office ORTF, Zem Productions (Rio de Janeiro).
- Distribution : Lugo-Films.
- Durée : 100 minutes.
- Dates de sortie : 
  - France : 24 mars 1976 à Paris (Cinéma Le Racine)

## Distribution
- Alexandra Stewart, Alexandra
- Vera Manhães, Vera
- Jean-Claude Brialy, Claude
- Jacques Spiesser, Jacques
- Anna-Maria Miranda, Anna-Maria
- Fernanda Bruni, Lucia
- Ivete Miloski, Réjane
- Pierre-Jean Rémy, Louis
- Jece Valadão, Rui
- Hugo Carvana, Hugo